# 鈴木俊継
鈴木 俊継（すずき としつぐ、1934年1月8日 - 没年不明）は、日本のテレビ演出家。演出家となる前は鈴木 孝次（すずき こうじ）名義で俳優として活動していた。妻は円谷プロダクションのスタッフだった宍倉徳子。関東学院大学中退。

## 来歴
1952年に東京映画製作の劇場映画『春の囁き』で俳優としてデビュー。その後、東宝に移籍するが役に恵まれず、映画監督の岩城英二に誘われてテレビドラマの助監督に転身した。
TBSのテレビドラマ『いまに見ておれ』（1964年）で共にADを勤めていた満田かずほに誘われ、円谷特技プロダクション作品に参加。『ウルトラQ』『ウルトラマン』での助監督を経て、『ウルトラマン』第32話「果てしなき逆襲」と第33話「禁じられた言葉」で監督としてデビューした。続く『ウルトラセブン』では円谷英二に推薦され、満田と共に製作の中心的存在となった。以後も特撮テレビドラマを中心に活動し、コマーシャルや企業パンフレットの製作なども行っていたという。
『恐竜探険隊ボーンフリー』（1976年）以後の映像関係での活動は確認されていない。すでに故人とされるが、晩年は映画関係者とは疎遠になっていたため、死去の時期や経緯は不明である。

## 人物・作風
- 温厚な人物であったとされ、俳優の山村哲夫がスタッフと対立して辞めようとした際には、直接電話をかけて説得にあたったという[7]。東宝の俳優であった中島春雄も、親しい付き合いではなかったが、穏やかな人柄であったと証言している[5]。
- 監督としては堅実な作風で[4]、脚本に口を挟むようなこともなかったとされる[14]。しかし、『ウルトラセブン』第26話「超兵器R1号」では、ラストシーンをカットしろというプロデューサーに激しく抗議する一面もあったという[7]。
- 『ミラーマン』（1971年）主演の石田信之は、鈴木について「優しくて、みんなに気を使っていた」と述べている[15]。

## 監督作品
- ウルトラシリーズ
  - ウルトラマン（1967年）
  - ウルトラセブン（1967年 - 1968年）
  - ウルトラファイト（1970年）
  - ウルトラマンA（1973年）
- 快獣ブースカ（1967年）
- 怪奇大作戦（1968年 - 1969年）
- チビラくん（1970年 - 1971年）
- ミラーマン（1971年 - 1972年）
- トリプルファイター（1972年）
- ファイヤーマン（1973年）
- ジャンボーグA（1973年）
- スーパーロボット レッドバロン（1973年 - 1974年）
- 鉄人タイガーセブン（1974年）
- 電人ザボーガー（1974年）
- スーパーロボット マッハバロン（1974年 - 1975年）
- 少年探偵団（1975年）
- コードナンバー108 7人のリブ（1976年）
- 恐竜探険隊ボーンフリー（1976年）

## 出演作品
- 春の囁き（1952年）[10]
- 総理大臣の恋文（1953年）
- 太平洋の鷲（1953年） - 少年航空兵B[16]
- ゴジラシリーズ
  - ゴジラ（1954年） - 毎朝新聞記者[10][3][注釈 2]
  - ゴジラの逆襲（1955年） - 防衛隊員[3]
- 女性に関する十二章（1954年）
- 泉へのみち（1955年）
- 獣人雪男（1955年） - 栗原[16]
- 青い果実（1955年）
- 花嫁会議（1956年）
- 鬼火（1956年）
- 空の大怪獣 ラドン（1956年） - 通信員[17]
- 地球防衛軍（1957年） - 防衛隊員[18]
- 大怪獣バラン（1958年） - 漁夫B[18][19]
- 潜水艦イ-57降伏せず（1959年）
- 女が階段を上る時（1960年）
- 電送人間（1960年）
- 独立愚連隊西へ（1960年）
- 暗黒街撃滅命令（1961年）
- 妖星ゴラス（1962年） - 操縦員[16]
- クレージー作戦 くたばれ!無責任（1963年）- プールのチンピラ